# الجدول الزمني المبكر للنازية
يبدأ الجدول الزمني المبكر للنازية بأصول النازية ويتدرج حتى وصول هتلر إلى السلطة.

## ما قبل الاشتراكية الوطنية
- 1834: ظهر مصطلح "Nationalsozialismus" لأول مرة في المطبوعات، في Börsenblatt für den deutschen Buchhandel (جداول التبادل لتجارة الكتب الألمانية) في الصفحة 36.
- 1841: تم نشر الاقتصادي الألماني فريدريش ليست Das Nationale System der Politischen Ökonomie (النظام الوطني للاقتصاد السياسي)، والذي يتبنى الزراعة الاستيطانية والتوسع الزراعي شرقاً إلى جانب التصنيع الاقتصادي الذي تتحكم به الدولة، وإنشاء اقتصاد أوروبي يهيمن عليه ألمانيا المجال كجزء من حل المشاكل الاقتصادية في ألمانيا (أفكار سلف للإمبريالية النازية).[1]
- 1856: أرستقراطي ومؤلف فرنسي، آرثر دي جوبينو، ينشر مقال عن عدم المساواة في الأجناس البشرية حيث يقسم الجنس البشري إلى ثلاثة أجناس، أسود، أبيض، وأصفر. بحجة أن التمييز العنصري يشكل حاجزًا وراثيًا واضحًا وطبيعيًا من نوع ما. كتب جوبينو أن الاختلاط العرقي سيؤدي إلى الفوضى. على الرغم من أنه ليس معاديًا للسامية، إلا أن عمله غالبًا ما يوصف بأنه فلسفي (حيث كتب بشكل إيجابي عن اليهود)، لكنه لا يزال يعتبر مظهرًا مبكرًا للعنصرية العلمية. أدعى المؤرخ يواكيم سي فيست، في سيرته الذاتية لهتلر، أن وجهات نظر آرثر دي جوبينو السلبية حول الاختلاط العرقي أثرت على هتلر وبالتالي على أيديولوجية الاشتراكية الوطنية.[2]
- 1870: ظهر مصطلح «الاشتراكية القومية» لأول مرة باللغة الإنجليزية، في «طوائف الكنيسة الروسية»، مجلة نورث بريتيش ريفيو، المجلدات 52-53.
- 1878: سنة تأسيس حزب العمال الاجتماعي المسيحي المعادي للسامية بقلم أدولف ستويكر.
- 1884: «الاشتراكية الوطنية» مذكورة في «فابيان تراكتس»، منشورات فابيان، بريطانيا العظمى.
- 1888: جادل رجل القانون الألماني ومصلح القانون الدولي، فرانز فون ليزت بأن الخصائص الإجرامية فطرية في مقابل تحديدها من خلال البيئة الاجتماعية للشخص والعملات المعدنية المصطلح، Krجينbiologie (علم الأحياء الإجرامي)، [3] نظرية تجعل المجرمين غير قادرين على إعادة التأهيل وسيؤثر فيما بعد على علماء الأنثروبولوجيا النازيين وأنصار النظافة العرقية في تبريرهم للتعقيم والقتل الرحيم.
- 20 أبريل 1889: ولادة أدولف هتلر في براوناو آم إن، النمسا.
- 1891: تشكيل رابطة عموم ألمانيا؛ ينشر فيلهلم شالماير مقالة عن علم تحسين النسل، مشيرًا إلى أن إهمال اللياقة العرقية للأمة يمكن أن يكون له عواقب سياسية سلبية على الدولة.
- 1895: عمل ألفريد بلويتز على عمل مصطلح Rassenhygiene (النظافة العنصرية).
- 1896: تشكيل الحزب الاجتماعي القومي التشيكي.
- 1897: قام فرانكو شتاين بنقل دورية هامر صغيرة من فيينا إلى إيغر.
- مايو 1898: موريس باريز، بينما كان مرشح قومي لنانسي، فرنسا، صاغ مصطلح «القومية الاشتراكية» .
- 1898: تم تنظيم مؤتمر العمال الألمان من قبل شتاين في إيغر (الشاب).
- 1899: هيوستن ستيوارت تشامبرلين يكتب Die Grundlagen des Neunzehnten Jahrhunderts (أسس القرن التاسع عشر)، وهو عمل أثر على العديد من النازيين البارزين. ينشر لودفيج فولتمان أيضًا مجلّة تؤكد تفوق الشعب الجرماني وتعزز الحاجة إلى Lebensraum إضافي (مساحة المعيشة).
- أبريل 1902: تنظيم العمل القومي في ساز.
- 15 نوفمبر 1903: تشكيل حزب العمال الألماني النمساوي-المجر (Deutsche Arbeiterpartei، DAP).
- 1904: اقترح هانز كنيش إضافة «اشتراكي وطني» إلى اسم حزب العمل الديمقراطي النمساوي، ولكن تم رفض الاقتراح من قبل حزب المؤتمر.
- 1905: جمعية النظافة العنصرية التي أسسها ألفريد بلويتز.
- 1909: عقد المؤتمر النمساوي لحزب العمال الألماني في براغ.
- 1912: يظهر كتاب مثير للجدل، Wenn ich der Kaiser wär (إذا كنت الإمبراطور) من تأليف Heinrich Claß، وهو عمل مروج للإمبريالية.

## الحرب العالمية الأولى

### 1914
- 28 يوليو: اندلاع الحرب العالمية الأولى.
- 2 أغسطس: حصل أدولف هتلر على إذن للتجنيد؛ أنضم إلى فوج المشاة الاحتياطي البافاري السادس عشر في ميونيخ
- 1 نوفمبر: تمت ترقية هتلر إلى جيفرايتر، وهو ما يعادل عريف.

### 1916
- نشر عالم تحسين النسل ماديسون غرانت، "اجتياز العرق الكبير الذي يعزز التفوق الجيني للعرق الشمالي بينما يحذر من تراجعه العرقي، وهي مقالة سرعان ما اعتنقها أعضاء حركة النظافة العرقية الألمانية.

### 1917
- أيلول / سبتمبر: بروز (حزب الوطن الأم الألماني تحت قيادة الأدميرال ألفريد فون تيربيتز وفولفجانج كاب، مؤسسا الحزب.

### 1918
- مارس: أسس أنطون دريكسلر فرعًا لرابطة Freien Arbeiterausschuss für einen guten Frieden (لجنة العمال الحرة من أجل سلام جيد) في ميونيخ. [4]
- 17 يوليو: أدولف هتلر ينقذ حياة قائد السرية التاسعة.
- 4 أغسطس: منح أدولف هتلر الصليب الحديدي من الدرجة الأولى.
- 3 نوفمبر: أثار تمرد كيل الثورة الألمانية.
- 7 نوفمبر: مسيرة 100,000 عامل في البيت الملكي في Wittelsbach. هرب القيصر فيلهلم الثاني.
- 8 نوفمبر: تم خلع كل 22 من ملوك ألمانيا، والأمراء، والدوقات الكبرى، والدوقات الحاكمة. يفكر القيصر فيلهلم بالتنازل.
- 9 نوفمبر: إميل إيكهورن، يساري متطرف من الاشتراكيين المستقلين، يقود حشدًا مسلحًا ويسيطر على مقر برلين. يوافق القيصر فيلهلم على التنازل عن العرش؛ الاشتراكيون الديمقراطيون يطالبون بحكومة الأمير ماكس؛ يفترض فريدريش إيبرت المستشارة؛ تأسيس أول جمهورية ألمانية.
- 11 نوفمبر: انتهاء الحرب العالمية الأولى.
- 19 نوفمبر: خرج هتلر من المستشفى في بازهفالك.
- كانون الأول (ديسمبر): منظمة محافظة ألمانيةStahlhelmالخوذة الحديدية، رابطة جنود الجبهة أسسها ضابط الاحتياط السابق في الجيش الألماني والصناعي Franz Seldte في ماغدبورغ.
- منتصف ديسمبر: تشكيل أول وحدة فرايكوربس.

## فايمر الجمهورية

### 1919
- 12 أغسطس 1919: الإعلان عن دستور فايمار.
- 12 سبتمبر 1919: حضر أدولف هتلر اجتماعًا لحزب العمال الألماني (DAP) في ستيرنكربراو في ميونيخ وانضم إلى الحزب كعضو رقم الخامس والخمسين. [5] [6] في أقل من أسبوع، تلقى هتلر بطاقة بريدية تفيد أنه تم قبوله رسميًا كعضو في الحزب. [7]
- 16 أكتوبر 1919: ترتيب أول خطاب عام تم ترتيبه مسبقًا لهتلر كعضو في DAP في Hofbräukeller.
- أواخر الخريف: Freikorps محاربة الجيش الأحمر في بحر البلطيق، وتراجع في نهاية المطاف في حالة من الفوضى. أول انتفاضة سيليزية، حيث يرى العديد من فرايكوربس القتال.

### 1920

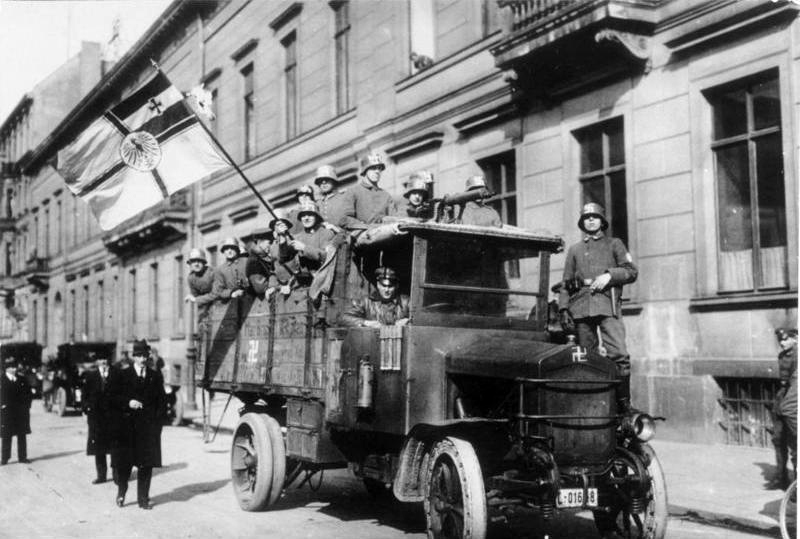
انقلاب كاب. لاحظ الصليب المعقوف

- تم حل العديد من وحدات فرايكوربس. بعضها يختفي سرا ليعاود الظهور لاحقًا.
- يناير: ينمو حزب العمل الديمقراطي إلى 190 عضوًا. [7]
- فبراير: تم حل أمر لجنة المراقبة المشتركة 2/3 لفرايكوربس.
- 24 فبراير: قات DAP بتغيير اسمها إل حزب العمال الألماني الاشتراكي الوطني (NSDAP). يعلن الحزب عن برنامجه في هوفبراوهاوس المعروف بـ«25 نقطة». [7] [8] [9]
- 13 مارس إلى 17 مارس: انقلاب كاب
- أدولف هتلر: 31 مارس حشد من الجيش. [7]
- أبريل: الحكومة توقف دفع وحدات فرايكوربس.
- 3 أبريل: 21 وحدة مختلفة من فرايكوربس، بقيادة الجنرال Baron Oskar von Watter، تبيد انتفاضة الرور في خمسة أيام؛ قتل الآلاف.
- 10 مايو: أعلن الدكتور جوزيف ويرث ووالتر راتيناو عن «سياسة الإنجاز» الخاصة بهما؛ لم يتم استقبالها بشكل جيد من قبل الجماعات القومية.
- 8 أغسطس: تاريخ التأسيس الرسمي للحزب النازي
- 11 أغسطس: تطبيق قانون نزع السلاح الوطني. يفرغ الحراس المدنيين.
- 19 أغسطس - 25 أغسطس: انتفاضة سيليزيا الثانية، الألمانية فرايكوربس تشهد المزيد من القتال.
- 17 ديسمبر: يشتري الحزب النازي ورقتها الأولى، فولكشر بيوباختر.
- 31 ديسمبر: تم تسجيل عضوية الحزب النازي في عام 2000. [7]

### 1924
- 26 فبراير: بدء محاكمة هتلر على خلفية انقلاب بير هول.
- 1 أبريل: حكم على هتلر بالسجن لمدة خمس سنوات في سجن لاندسبرغ. من هنا بدا يكتب هتلر كفاحي بمساعدة رودولف هيس.
- 24 أكتوبر: تعترف فرنسا بالدولة الشيوعية المعروفة باسم الاتحاد السوفياتي، مما يثير قلق المحافظين الألمان في هذه العملية.
- 20 ديسمبر: أطلق سراح هتلر من سجن لاندسبرغ.

### 1925
- 21 يناير: اليابان تعترف باتحاد الجمهوريات الاشتراكية السوفياتية
- 16 فبراير 1925: بافاريا ترفع الحظر عن الحزب النازي.
- 24 فبراير 1925: تم استعادة الحزب النازي.
- 09 مارس 1925: بافاريا تمنع هتلر من التحدث أمام الجمهور.
- 7 يوليو: انسحاب القوات الفرنسية من راينلاند الألمانية.
- 14 يوليو: بدء إخلاء الحلفاء لوادي الرور.
- 18 يوليو 1925: نشر عن مجلد واحد من كتاب كفاحي.
- يوليو - أغسطس: الألمان يضطرون لمغادرة بولندا ويتم تسريع إخراج البولنديين من ألمانيا في المناطق المتنازع عليها.
- 11 نوفمبر: تم إنشاء شوتزشتافل كنوع من الحرس البريتوري لهتلر.
- 27 نوفمبر: صدقت معاهدات لوكارنو من قبل الرايخستاغ.

### 1926
- 4 يوليو: الحزب النازي «مؤتمر إعادة تأسيس» في فايمار

### 1927
- 05 مارس: رفع احظر عن خطب هتلر في بافاريا-يسمح لهتلر بالقاء اخطب علنا.
- 17 أغسطس: توقيع معاهدة تجارية فرنسية ألمانية.
- 20 أغسطس: الاحتفال بيوم الصحوة في نورنبيرغ

### 1928
- 20 مارس: حصل الحزب النازي على 2.6٪ من الأصوات في انتخابات الرايخستاغ.
- 28 سبتمبر: بروسيا ترفع الحظر خطب هتلر.
- 20 أكتوبر: أصبح ألفريد هوغنبرغ رئيس DNVP
- 16 نوفمبر: تحدث هتلر لأول مرة في برلين شبورتبالاست، أكبر مكان في ألمانيا.

## الثورة النازية

### 1934
- 11 أبريل: ميثاق دويتشلاند: يقنع هتلر كبار المسؤولين في الجيش والبحرية بدعم محاولته لخلافة هيندنبورغ كرئيس، من خلال الوعد بـ «تقليص» ثلاثة ملايين رجل بالإضافة إلى كتيبة العاصفة وتوسيع الجيش النظامي والبحرية بشكل كبير.
- 20 أبريل: تم نقل اغيستابو من سلطة غورينج إلى هيملر& هايدريش، الذين بدأوا في دمجها في SS.
- 16 مايو: فيلق الضباط الألماني يؤيد هتلر ليخلف الرئيس المريض هيندنبورغ.
- 30 يونيو - 2 يوليو: ليلة السكاكين الطويلة أو تطهير الدم: بحجة قمع انقلاب كتيبة العاصفة المزعوم، تم القبض على الكثير من قيادات القمصان البنية (أي إرنست روم) وإعدامهم. [7]
- 13 يوليو: دفاعًا عن التطهير، يعلن هتلر أنه للدفاع عن ألمانيا يحق له أن يتصرف من جانب واحد كـ «قاضي أعلى» دون اللجوء إلى المحاكم.
- 2 أغسطس: توفي الرئيس هيندنبورغ. في اليوم السابق، أصدر مجلس الوزراء «قانونًا يتعلق بأعلى منصب في ولاية الرايخ». نص هذا القانون على أنه بعد وفاة هيندنبورغ، سيتم إلغاء مكتب الرئيس ودمج سلطاته مع سلطات المستشار. [9] المرسوم غير قانوني لكنه مر دون معارضة. أقسم الجيش اليمين لهتلر.[10]
- 19 أغسطس: وافق الشعب الألماني في استفتاء ساحق (90٪) على اندماج منصبي الرئيس والمستشار. يفترض هتلر اللقب الجديد لـ Führer und Reichskanzler (الزعيم ومستشار الرايخ). وهو الآن رئيس الدولة ورئيس الحكومة. [7]